# Trézilidé
Trézilidé è un comune francese di 378 abitanti situato nel dipartimento del Finistère nella regione della Bretagna.

## Società

### Evoluzione demografica
Abitanti censiti